# Sallèles-Cabardès
Sallèles-Cabardès är en kommun i departementet Aude i regionen Occitanien  i södra Frankrike. Kommunen ligger  i kantonen Conques-sur-Orbiel som ligger i arrondissementet Carcassonne. År 2022 hade Sallèles-Cabardès 117 invånare.

## Befolkningsutveckling
Antalet invånare i kommunen Sallèles-Cabardès
Referens: INSEE